# Yakari – A mozifilm
A Yakari – A mozifilm (eredeti cím: Yakari, A Spectacular Journey) 2020-ban bemutatott francia-belga-német animációs film, amelyet Xavier Giacometti rendezett. A filmet a BAC Films forgalmazta. 
A film a belga-francia-belga Yakari képregénysorozat adaptációja, amelyet Job írt és Derib illusztrált.

## Cselekmény
Miközben törzse készen áll a továbblépésre, a kis sziú indián Yakari inkább Kis Villám, egy fékezhetetlen musztáng nyomába ered. Útközben Yakari varázslatos találkozásban részesül a (valóban hatalmas méretű) Nagy Sassal, a totemállatával, aki egy gyönyörű tollat ad neki, és egy fantasztikus ajándékot: képes beszélni az állatokkal. Yakari egyedül és először járja be küldetése során a prérit, a szörnyű szőrmevadászok és egy ellenséges indián törzs területén keresztül.

## Szereplők
- Diana Amft
- Callum Malloney
- Oscar Douieb
- Alan Stanford
- Martin Sheen
- Kathleen Renish
- Tara Flynn
- Hans Sigl
- Joey D'Auria
- Tom Trouffier
- Paul Tylak

## Fogadtatás
A film egyike volt azon kevés 2020-ban bemutatott filmeknek, amelyek kasszasikert arattak.